# Ichneutica hartii
Ichneutica hartii là một loài bướm đêm trong họ Noctuidae. Chúng được W. G. Howes mô tả vào năm 1914 từ một mẫu vật duy nhất do Mr S. Hart thu được gần Ngọn hải đăng Cape Egmont. Đây là loài đặc hữu của New Zealand.